# یانووکا زاخودنگا
یانووکا زاخودنگا (به لاتین: Janówka Zachodnia) یک روستا در لهستان است که در گمینا کوماروو-اوسادا واقع شده‌است.